# Rocksteric
Rocksteric(록스테릭)은 체리필터가 2009년에 발매한 5번째 정규 음반이다. 이전 정규 음반으로부터 3년 만에 발매된 정규 음반으로 타이틀곡은 〈피아니시모 (PIANISSIMO)〉이다.

## 수록곡
1. 異物質 (이물질)
2. 피아니시모 (PIANISSIMO)
3. Morning Rush
4. Rockin' Star
5. 사랑한다, 그만보자
6. KAMA-MARA
7. ORANGE ROAD
8. Right Here
9. 일요일 오후 4시
10. 나를 삼키며
11. From, Paradise